# トハイ・ベイ
アルグン・ドガン・トガイ・ベイ（クリミア・タタール語: Arğın Doğan Toğay Bey / Аргын Доган Тогъай бей, 1601年頃 - 1651年6月）は、クリミア・ハン国の貴族で、政治家、軍人である。フメリニツキーの乱における重要人物として知られ、関係する諸国においては、ウクライナ語資料ではトゥハイ＝ベイ（Туга́й-бе́й）、ポーランド語資料ではトゥハイ＝ベイ（Tuhaj-bej）、ロシア語資料ではトゥガイ＝ベイ（Туга́й-бе́й）と綴られている。このためか、英語で言及される場合はTugay Bey, Tughai Bey, Tuhay Bey, Tugai Beyなど表記は一定しない。
しばしば軍を率いてポーランド・リトアニア共和国領内を席捲した秀でた軍人であり、クリミア・タタールの歴史のほか、ウクライナ史及びポーランド史において重要な役割を演じた。特に、共和国の衰退の始まりをなしたフメリニツキーの乱では蜂起したウクライナ・コサックに加勢して共和国の弱体化に直接的な影響を与えたが、自身はその戦場に斃れた。

## 出自と名前
トガイ・ベイは、クリミア・タタールの有力部族であったアルグン部族出身の貴族であった。このため、「アルグン部族生まれ」を意味するアルグン・ドガンの語を名に冠する。
アルグン部族は中央ユーラシアの広い地域で名前を見られる部族名であり、特にクリミア半島においてはクリミア・ハン国を構成する四大部族の一角として、チンギス・カンの末裔であるギレイ家から選出されるハンを支えていた。
また、中央ユーラシア地域においては部族の貴族階級を示すムルザを冠してミルザ・トガイ・ベイ（クリミア・タタール語: Mırza Toğay Bey）ともいう。
ベイは高位の貴族・軍人の称号であり、トガイ・ベイという呼称は西洋史の文脈でトガイ公と称するようなものである。

## 生涯

### 前半生
トガイは、メフメト4世ギレイの治世、1642年から1644年にかけて、オル・カプ県（サンジャク）の長官（サンジャク・ベイ）に任命され、ベイの称号を授けられた。
オル・カプ県はクリミア・ハン国の本土であるクリミア半島とヨーロッパ大陸を繋ぐペレコープ地峡を擁しており、コサックら敵軍の侵入を阻むオル・カプ要塞が築かれたクリミア半島防衛の重要拠点であった。その長官は、国境警備と国家防衛を一任されるという、クリミア・ハン国にとってとりわけ重要な役職であり、諸公の中でただ一人、軍旗を掲げ3000人からなる親衛隊を率いることが許されていた。また、1万5000人からなるオル・カプの守備隊と支援部隊に加えて、黒海北岸に割拠しクリミア・ハン国の支配下にあるエディチュクリ、ジャムブイルク、イェディサン、ブジャクの諸ノガイ・オルダを統括していた。
オル・カプ要塞の任務において、トガイ・ベイの権威は揺るぎないものとなった。しかし、1644年のオフマーチウの戦いでは、トガイ・ベイ率いるクリミア・タタール軍はポーランド王国軍を統べる王冠領大ヘトマンのスタニスワフ・コニェツポルスキ率いる共和国軍に大敗を喫し、およそ4000の兵を失った。
20世紀ウクライナの歴史学者O・Y・プリツァークによれば、トガイ・ベイはボフダン・フメリニツキーがイスタンブールに抑留されていた1620年から1622年の間に知り合ったという。別の説によれば、敗北したオフマーチウの戦いで捕らえられた彼の親類の身代金についての話し合いのためにフメリニツキーがオル・カプを訪れた際、2人は知り合ったという。
1644年にメフメト4世ギレイが失脚し、イスラム3世ギレイがクリミアのハンになると、トガイ・ベイもオル・カプの長官の任から離れた。

### フメリニツキーの乱

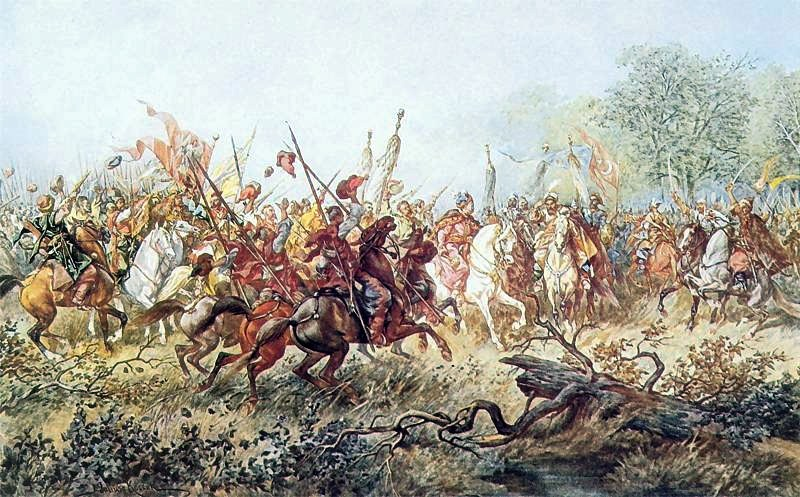
『フメリニツキーのトガイ・ベイとの合流』（ユリウシュ・コサック画、1885年）。タタール軍は右側。

1648年にフメリニツキーの乱が起こると、3月にイスラム3世ギレイとコサックとのあいだで会合が持たれ、オル・カプのトガイ・ベイが率いるクリミア・タタール軍によるコサック支援が決定された。4月半ばには、トガイ・ベイは主君イスラム3世ギレイの命により2万人からなる部隊を率いてムィクィーティンのシーチにいるフメリニツキーの救援に駆けつけた。3000から4000の兵を連れたトガイ・ベイの到着を待ち、 8000からなる同盟軍はシーチから出陣した。
トガイ・ベイ率いるクリミア・タタールの騎馬隊は1648年4月から5月にかけて、フメリニツキー率いるコサック軍と共にジョーウチ・ヴォーディの戦いで共和国軍を破った。同盟軍はすぐに北上し、コールスニの戦いではマクスィム・クルィヴォニースの軍が敵の背面を急襲して戦端を開き、トガイ・ベイの軍はすぐにこれに続いた。コールスニの戦いを制した同盟軍は西進、一方のトガイ・ベイはハンの兄弟でありハン国第二位の地位のカルガイであったクリム・ギレイと共にリヴィウとザモシチの包囲に参陣した。同盟軍は1648年9月から10月にかけて西ウクライナ最大の都市リヴィウを包囲して大枚の代償金を獲得した。同年12月にはザモシチを包囲して陥落寸前まで持ち込み、共和国政府に大幅に譲歩させた休戦協定を結ばせた。
1651年6月に始まった共和国との決戦、ベレステーチュコの戦いで負傷し、これが致命傷となった。フメリニツキーの第一の盟友であったトガイ・ベイのほかにもカルガイのクルム・ギレイが戦死、ハンであるイスラム3世ギレイも負傷し、共和国軍の熾烈な砲撃によって大損害を被ったクリミア・タタール軍は総崩れとなった。タタール軍の撤収に驚いたフメリニツキーはこれを留めようとタタールの陣営に馳せつけたが、逆に捕らえられてしまった。司令官の突然の失踪によりコサック軍は混乱に陥り、この決戦で手痛い敗北を喫することになった。
同時代人のミコワイ・イェミョウォフスキによれば、トガイ・ベイはベレステーチュコの戦い以前にザモシチの包囲中に死亡したとする。しかし、今日の研究者の間では、トガイ・ベイはベレステーチュコの戦いで落命したというのが一般的な見解である。一連の戦いを題材にしたクリミア・タタールの叙事詩でも、トガイ・ベイの死はベレステーチュコの戦いに設定されている。

### 歴史的役割

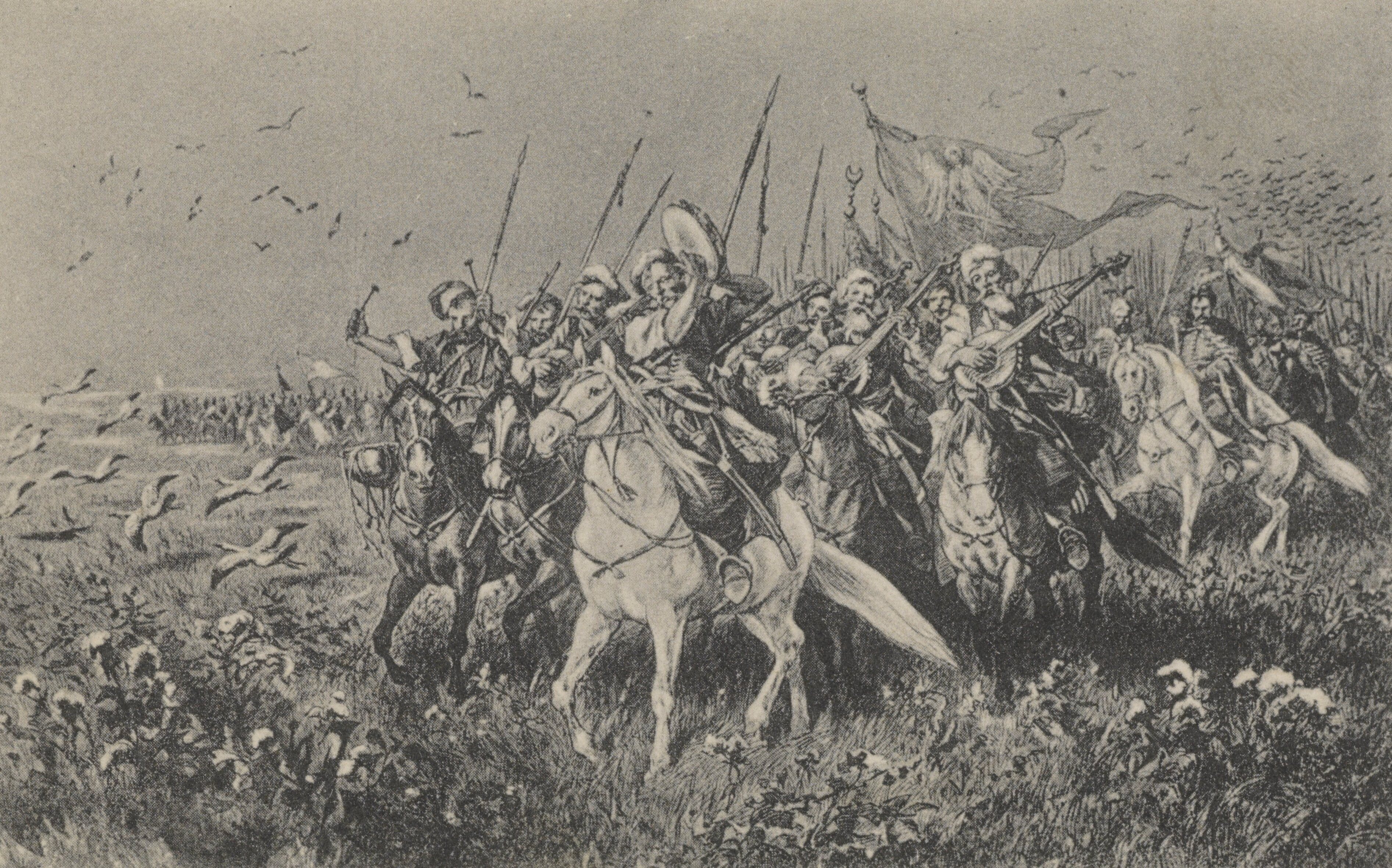
『フメルニツキーとトガイ・ベイの行軍』（ユリウシュ・コサック画、1885年）。

イスラム3世ギレイは、先君に仕えていたトガイ・ベイを敵視していた。自身の権力強化を阻む最も影響力のある敵対者の1人であると考えていたハンは、コサックへの支援を約束したあと、自分はひとまず出陣せずにトガイ・ベイに先陣を命じた。これにより、ハンはトガイ・ベイを遠ざけることができたのである。さらにもし遠征が失敗に終わればその責任をこの言うことを聞かない家臣に押し付けることができたし、成功すればコサックからの信頼を得ることができると計算した。イスラム3世ギレイは、コサックの力を利用してクリミア・ハン国をすでに衰えが目立ってきたオスマン帝国への隷属から解き放つことを計画していたのである。
いずれにせよ、クリミア・タタールの、とりわけトガイ・ベイ率いた軍はフメリニツキーの勝利に大きく貢献した。クリミアの騎馬隊によって、ポーランド騎兵の優位は崩された。コサック歩兵とクリミア騎兵の協同は、共和国軍に対する作戦戦術上の優位を同盟軍にもたらした。緒戦で登録コサックが共和国軍から叛乱軍側に寝返ったのち、共和国軍はコサック歩兵と同等の歩兵戦力を失っていた。そのため、自衛のために騎兵を下馬させなければならなかった。
コサック・タタール同盟軍の中でトガイ・ベイの率いた騎馬隊は、進軍の際には先陣の、戦闘の際には前衛の役割を担った。また、戦術的斥候任務も遂行した。それ以外に、フメリニツキーの求めに応じて、主君イスラム3世ギレイの合意の下、トガイ・ベイは1648年の夏から1649年の春にかけて1万5000の兵を引き連れてドニプロー川付近のスィーニ・ヴォーディの宿営に駐屯した。この駐留軍は、ウクライナ・コサックにとっての予備部隊の機能を果たした。

一般に、トガイ・ベイとフメリニツキーの関係は友好的なものであったとされている。これについてはとりわけ、フメリニツキーが1649年のペレヤースラウでのポーランド代表者らと会談した際に本心からの興奮とともに語った、次の言葉が知られている。

……我が兄弟、我が魂、世界で唯一羽の猛禽、我が望みのすべてを行う用意のある者。我らコサックと彼との友情は永遠のものだ。世界とてこの友情を引き裂くことはできない。

## 関連作品
トガイ・ベイの娘婿、ジャン・メフメト・エフェンディはクリミア・タタールの詩人であった。彼は、1648年に『トガイ・ベイ』という英雄叙事詩（ダスタン）を書いた。その手稿は、1925年にクリミア・タタール人の文化復興活動家オスマン・アクチョクラクルとヒュセイン・ボダニンスキーによって発見された。
世界的にはむしろ、ポーランド文学の中では最も知られた小説のひとつであるヘンルィク・シェンキェヴィチの『三部作 Trylogia』の第一作目、『火と剣もて Ogniem i mieczem』（1884年）に登場することで知られる。シェンキェヴィチは、「トゥハイ＝ベイ」の死をベレステーチュコの戦いに設定している。この作品は何度か映画化されているが、イェジ・ホフマン監督の『火と剣もて Ogniem i mieczem』（1999年）が最も知られており、評価が高い。この作品では、「トゥハイ＝ベイ」の役はダニエル・オルブルィスキが演じている。
『三部作』の三作目、『パン・ヴォウォディヨフスキ Pan Wołodyjowski』（1888年）には、トガイ・ベイの息子アズィヤ・トゥハイ＝ベヨヴィチ（シェンキェヴィチが創作した人物で、主要な敵役を演じる）が登場する。これを映画化した『パン・ヴォウォディヨフスキ Pan Wołodyjowski』（1968年）において、その役をダニエル・オルブルィスキが演じている。
シェンキェヴィチの小説のお蔭で、トガイ・ベイの名は後世のポーランドやウクライナ、クリミアでも広く知られるところとなった。